# Olentzero

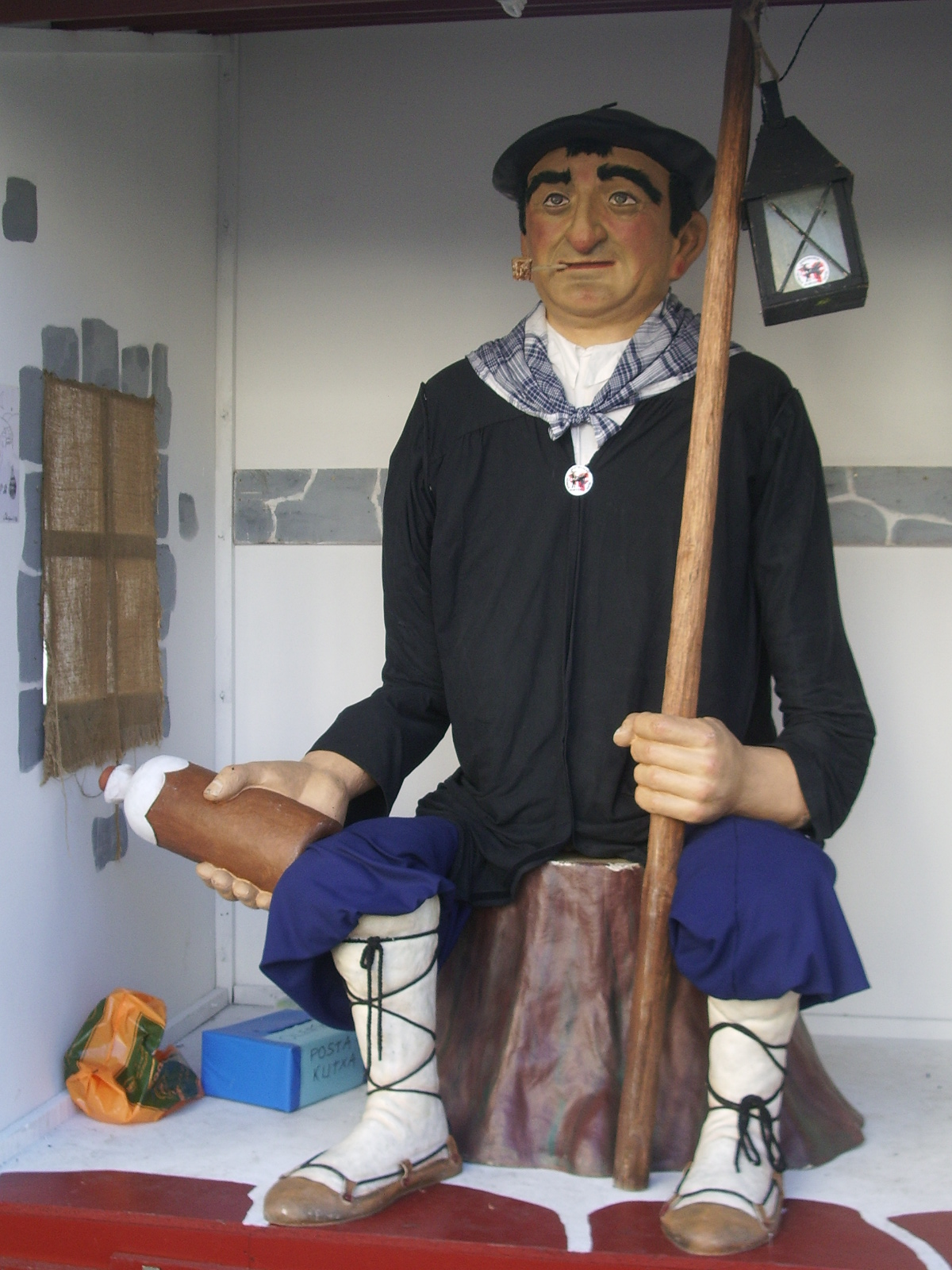
Az Olentzero tipikus ábrázolása

Az Olentzero (ejtsd: „olencero”, IPA [olenʦero]; nyelvjárásonként különböző alakjai még az Olentzaro, Orantzaro vagy Onontzaro) a baszk karácsonyi hagyományokhoz kapcsolódó képzeletbeli figura, a Mikulás vagy Télapó baszkföldi megfelelője, aki a gyerekeknek az ajándékot hozza december 24-én éjjel.

## A figura
Az Olentzero figurája tulajdonképpen baszk népviseletbe öltözött, kormos szenesember, akinek mindig pipa lóg a szájában, s a néphagyomány szerint enyhén ittas állapotban szokott megjelenni.

## Elnevezése
Elnevezésének eredetére nézve többféle elmélet született; a leginkább támogatottak a baszk onen, ’jó’ és zaro, ’idő’ szavakból vezetik le (a z > tz a baszk nyelvben jellemző részleges hasonulás nazális után), ez alapján a jelentése a „jóság ideje” lenne.